# Stazione di Vicoforte-San Michele
Stazione di Vicoforte-San Michele vasútállomás Olaszországban, San Michele Mondovì településen.

## Vasútvonalak
Az állomást az alábbi vasútvonalak érintik:
- Torino-Fossano-Savona-vasútvonal

## Kapcsolódó állomások
A vasútállomáshoz az alábbi állomások vannak a legközelebb:
- Stazione di Lesegno
- Stazione di Mondovì